# Sociedad política indiana
Sociedad política indiana es la denominación historiográfica del cuerpo  político y social que se constituyó en la América española. Tal sociedad política estaba conformada por grupos étnicos y culturales diversos, inicialmente dos: "españoles" e "indios" (indígenas de América); aunque con el tiempo se fueron añadiendo categorías intermedias (mestizos) y nuevas (la adición de los negros y la división de los españoles en criollos y peninsulares) hasta convertirse en un complejo sistema de castas. 
La sociedad política india surgió bajo dos presupuestos: era una entidad político-social dentro de la unidad monárquica, por su vinculación a la Corona española, pero que conservaba su identidad dentro de la macroestructura política, ya que se trataba de una entidad compleja, dada la existencia de dos comunidades políticas en su interior, denominadas "repúblicas" —la "república de españoles" y la "república de indios"—, sin que tal denominación implicara ninguna condición "republicana", sino que alude a la expresión latina res publica (entendible como "cosa pública", "bien común", sociedad o Estado).
La doctrina española de la época asumía que el Estado o comunidad política se integraba por dos elementos: rey y reino (la corona y el pueblo o la comunidad), que se trasladó también a América, aunque debió adaptarse a circunstancias dadas.

## Características
El sistema se estructuró sobre la base que las dos poblaciones de América, la española (ya sea peninsular o criolla) y la indígena eran consideradas diferentes en sus características pero estaban sometidas igualmente a la autoridad espiritual de la Iglesia católica y bajo dependencia política de la Corona.
Se basó en la identidad racial de cada persona, una fórmula que resultó sencilla a inicios del proceso colonizador, cuando el límite entre ambas sociedades era claro, pero que se desdibujó con las subsecuentes mezclas raciales entre blancos, indios y negros traídos de África.
De ese modo, respecto a América, el monarca gobernaba, por un lado, sobre la "república de españoles" y, por otro, sobre la "república de los indios". Ambas comunidades poseían estatutos jurídicos diferenciados.

## República de españoles
La república de españoles era la sociedad o comunidad política integradas por los españoles (nacidos en España o en América) durante el Imperio español en América de los siglos XV al XIX. Su estatuto jurídico era diferente del que se aplicaba a los "naturales" de las tierras conquistadas, la llamada "república de indios", y a la vez diferente del que se aplicaba a los habitantes de la metrópoli, debido a las características especiales que presentaban las Indias.
Las posesiones españolas en América se organizaron jurídicamente basándose en el derecho castellano, pero formaron una unidad política autónoma dentro del Imperio español. Esta autonomía y heterogeneidad terminaron bruscamente al terminar la dinastía de los Austrias y comenzar la de los Borbones, que llevaron a cabo un intento homogeneizador para igualar los sistemas edílicos y políticos de todos los componentes del imperio.
La república de españoles consistía en la separación jurídica, pero también económica, social y geográfica entre las incipientes sociedades españolas en América, privilegiadas por la Corona, y las sociedades indígenas prehispánicas.

### Composición étnica y social
La población de las repúblicas de españoles era muy homogénea culturalmente frente a los centenares de etnias de lenguas diferentes que conformaban la "república de indios", pero socialmente era por lo menos tan heterogénea como aquella: la población española incluía grandes terratenientes, aristócratas, encomenderos, funcionarios estatales, comerciantes, artesanos y mineros, ya que no sufrían las restricciones profesionales aplicadas a los indígenas. 
La mayor parte de los españoles provenían de los reinos meridionales castellanos: Extremadura, Andalucía y también la propia Castilla, por lo que todos hablaban la misma lengua. También profesaban, por lo menos oficialmente, la misma religión, ya que desde el descubrimiento la Corona intentó vetar la emigración a América de protestantes, judíos o musulmanes, lo que no impidió, sin embargo, que muchos cristianos nuevos (judeoconversos y sus descendientes) escaparan a la represión religiosa en España emigrando a las nuevas tierras.  
Desde fechas muy tempranas, la categoría de los "españoles" se dividió entre los peninsulares (nacidos en la península ibérica, llamados localmente "gachupines" o "chapetones", de forma despectiva), y los criollos (nacidos en América). La reserva para los primeros de los cargos públicos de mayor importancia en la administración colonial, supuso para ellos una clara condición privilegiada y provocó rápidamente la rivalidad entre ambos grupos, lo que desembocaría en último término en la reclamación de la independencia por parte de los criollos (Bolívar, San Martín, Hidalgo, Sucre, etc.). No obstante, en el proceso de independencia hubo tanto criollos como peninsulares en los dos bandos (realistas e insurgentes).

## República de indios
La república de indios era la sociedad o comunidad política indígena formada por los "indios" o "naturales" (indígenas americanos o amerindios, en la terminología actual). Fueron sometidos por la Corona a un régimen de protección, siendo marginados de las actividades políticas generales para estar bajo la tutela del clero español, debido a su condición de menores de edad. En principio sus usos y costumbres debían respetarse (incluida sus leyes por Derecho consuetudinario), en la medida que no fueran contra la religión católica y las leyes españolas.

"El pensamiento jurídico medieval consideraba —apelando a una imagen organicista de la sociedad— que cada uno de estos sujetos o cuerpos, en tanto órganos del cuerpo de la república, tenía funciones específicas e irreductibles, cuyo adecuado desempeño exigía dotarlos de la necesaria autonomía. Dicha idea de autonomía funcional iba ligada ala de autogobierno o jurisdicción, que implicaba que cada cuerpo debía poder darse leyes y estatutos, nombrar magistrados propios y tener la capacidad de regular y juzgar sus conflictos internos. Se consideraba natural, por tanto, que cada cuerpo político tuviera autoridades que lo gobernaran y representaran. Frente a este entramado de poderes corporativos, el rey esgrimía como principal atributo de su poder el ejercicio de la justicia, entendida como el mantenimiento de la jurisdicción (iurisdictio¸ literalmente, decir el derecho) de cada uno de los cuerpos políticos que conformaban la república, regulando las relaciones entre estos y dándole a cada cual lo que le correspondía, respetando y haciendo respetar sus estatutos y privilegios (...) La constitución jurídica de una República de indios no conllevó, sin embargo, la creación de mecanismos de representación de carácter corporativo que englobaran a todos sus miembros. A estos los unía solo el compartir un estatuto jurídico común —un «privilegio general», en palabras de Antonio M. Hespanha—, pero no conformaban un cuerpo autoorganizado, además de carecer de órganos de representación conjunta. Si nos ceñimos a la noción de república como «comunidad perfecta», idealmente autosuficiente en el plano espiritual y material, la República de indios constituía una comunidad embrionaria, ya que el sistema colonial le negaba la posibilidad de satisfacer por sí misma las funciones del culto cristiano o de autorrepresentación jurídica al reducir a sus miembros a una condición de minoría de edad espiritual —por ser cristianos nuevos— y legal —por carecer de policía—. Las entidades colectivas indígenas con personalidad jurídica real y cierta capacidad de autogobierno quedaban circunscritas a la esfera local, al ámbito de los pueblos de indios con sus caciques y cabildos, autoridades estas con limitado poder de gestión, subordinadas como estaban a tutores ajenos a su nación: corregidores, protectores y curas doctrineros. La propia monarquía española, en su interés por convertirse en el epicentro de las relaciones de poder de la República de indios, puso en práctica mecanismos de redistribución territorial —política de reducciones y creación delos pueblos de indios— y reestructuración política —creación de cabildos de indios, nuevos curacas advenedizos— que debilitaron las lealtades intercomunitarias y las estructuras políticas suprarregionales de origen prehispánico. Ello se tradujo en la consolidación de las identidades y vínculos locales como primordial espacio de sociabilidad política indígena, facilitando la construcción de vínculos de vasallaje directo de la Corona con cada una de las comunidades indígenas."
Gonzalo Carrillo Ureta

La pertenencia a la república de indios de los llamados mestizos era únicamente en un cierto grado. Discriminados tanto por los españoles como por los indios por no tener "pureza de sangre", los mestizos tenían una problemática inserción en la sociedad durante el periodo anterior a la independencia, ocupando posiciones y oficios menores y marginados (sirvientes, campesinos, soldados o artesanos).
El sector más numeroso de la República de indios fue la población indígena ordinaria (del estamento del Pueblo llano), los cuales sostenían el aparato tributario virreinal con sus Impuestos (tributo indígena), mientras que el sector más pequeño estaba conformado por la nobleza indígena, los cuales acaparaban la casi totalidad de cargos públicos. Inicialmente los españoles, criollos, mestizos y negros no tenían permitido formar parte de esta República, aunque esto fue cambiando con los años ya que en la práctica aquellos grupos se convirtieron en pilares laborales importantes del sistema. Lo mismo ocurrió con los indios en la República de españoles.
La imposibilidad numérica de gobernar los inmensos territorios conquistados, el método de "conquista" y la necesidad de su evangelización fueron el origen directo de la "república de indios". Se optó entonces por la sustitución de las cúpulas de las estructuras prehispánicas por la Corona y la Iglesia, y las nuevas instituciones que se fueron creando, entre las que destacan las Repúblicas de indios.

### Estatuto jurídico
En la mayoría de los casos, las comunidades indígenas habían estado sometidas a entidades políticas de mayor peso, como el Imperio azteca, el Imperio inca, las ciudades-estado mayas o chibchas o los reinos purépechas. Una vez conquistadas éstas entidades en nombre de la Corona española, sus vasallos y súbditos pasaban a serlo también de ésta. 
En casos en los cuales no había un poder central establecido, como por ejemplo, entre el pueblo mapuche, se buscaban arreglos individuales con los jefes locales: el rey reconocía sus títulos y "otorgaba" ciertos privilegios, etc., a cambio de obtener derechos y reconocimiento de su soberanía. 
En la práctica, esto suponía que en muchos casos se mantenían las estructuras de poder prehispánicas, con el mantenimiento de la aristocracia indígena, sus caciques o la creación de sus propios cabildos o consejos de gobierno independientes (Alcalde de indios). Sin embargo, si así lo requerían los intereses de los españoles e indios privilegiados o de la Corona, los indios del común quedaban sometidos a su autoridad, como por ejemplo, en las encomiendas o mitas, aunque no todos los grupos étnicos indígenas participaban en estos servicios comunitarios y de vasallaje.
La evolución de la sociedad virreinal determinó en cambio que las comunidades indígenas, más tardíamente incorporadas al sistema económico capitalista, perdieran población y recursos para pasar a depender económicamente de españoles y mestizos. 
Las diferencias jurídicas entre indios y españoles se extendían a todos sus derechos y obligaciones. Los pueblos indígenas, por ejemplo, no estaban sujetos a la jurisdicción de la Inquisición, por entenderse que su reciente incorporación al cristianismo les hacía objeto de una particular ingenuidad colectiva; por otro lado, estaban sometidos a duros tributos personales y colectivos en dinero, productos o trabajo (especialmente al principio de la colonización, los indios estaban forzados a "retribuir" con trabajo la obligación de los colonizadores para su evangelización -la encomienda o la mita-, lo que no se aplicaba a otras razas que se suponían ya evangelizadas).

### Doctrina y tutelaje
- Sacerdotes doctrineros: Clérigo que tenía el deber de impartir la doctrina católica a los indios para su correcta evangelización, a su vez, estaba encargado de supervisar y organizar los ritos cristianos y como eran practicados por la sociedad. Podían recaudar los diezmos, administrar las tierras que tuviere la Iglesia Católica en la jurisdicción y castigar a los indios en caso de que fueren en contra de la religión cristiana-católica (aquello incluía a los nobles y caciques). Desde finales del siglo XVII se permite que los indios y mestizos accedan a esta función.

- Protector de Indios: Jurista español que tenía el deber de proteger y velar por el bienestar de los indios en calidad de tutor, debido a que los indios eran considerados "menores de edad". Así mismo se encargaba se intervenir en los procesos judiciales que estos tuvieren. Enviaba informes directamente al Protector General de Indios, al Virrey, al Rey y al Consejo de Indias. Desde el siglo XVII se logró que los indios y mestizos pudieran acceder a esta función.

### Organización política
- Gobernador: Encargado de la administración política y judicial en un municipio de indios. Hacia cumplir las ordenanzas de carácter judicial emitidas por los corregidores. Fiscalizaba a los caciques y alcaldes. Era elegido por el Corregidor durante la Casa de Austria, hasta que fue reemplazado por el Intendente durante las Reformas borbónicas.[7][8]

“El cacique hereditario era también Gobernador en los comienzos, pero el rango de cacique pronto quedo separado del cargo de gobernador, quién pasó a ser un funcionario nombrado por las autoridades españolas o elegido por los principales y confirmado por el virrey. Solía ser un indio noble pero sin derechos hereditarios al cacicazgo, y a veces procedía de otras comunidades”.
Carrasco, 1977

- Cacique Principal: Máximo representante de un municipio de indios. Se encargaba de la administración de los ayllus de indios y de representar a los caciques menores. Reunía los tributos recaudados. Era elegido por los caciques menores o los representaba por tener un mayor estatus nobiliario. En tiempos de guerra ejercía de “Capitán de Indios” y si no podía, delegaba la función en uno de los caciques menores. Su cargo era generalmente hereditario.[9]
- Cacique: Se encargaba de la administración política y judicial en su cacicazgo, recaudaba los tributos y designaba a los mitayos o cuatequiles en caso de que los hubiera. Su cargo era generalmente hereditario.
- Alcalde: Encargado de la administración judicial en un pueblo de indios. Era elegido por el Corregidor, el Cacique Principal o por el pueblo de indios.
- Regidor: Encargado de supervisar el correcto abastecimiento del pueblo y controlar el manejo del presupuesto interno.
- Procurador: Encargado de las diligencias judiciales (índole territorial) del pueblo.
- Alguacil: Encargado de mantener el orden interno entre los ayllus, así como de impartir justicia (castigar) y detener a los infractores. Tenía a oficiales y guardias bajo su mando.
- Funcionarios Auxiliares
  - Corte o Séquito: Consejo de indios nobles y notables encargados de asesorar al cacique en los asuntos de gobierno “y a mantener una pequeña Corte con sus correspondientes Consejeros”.
  - Secretario o Camayoc: Encargado de organizar la correspondencia y documentación de la autoridad.
  - Escribano o Camayoc: Encargado de redactar la correspondencia, ordenanzas y todo tipo de documentos por mandato de la autoridad.
  - Intérprete: Encargado de traducir una lengua o documento para la autoridad. Así como de instruirlo en idiomas.

- Funcionarios de Guerra
  - Capitán de Indios: En tiempos de guerra el Cacique Principal ejercía de “Capitán de Indios” y si no podía en un plazo de 30 días debía delegar la función en uno de los caciques menores.
  - Oficiales: Encargados de ejecutar, conducir y liderar a las tropas en tiempos de guerra. Por lo general la oficialidad la ostentaban los caciques o nobles con conocimiento militar (teórico o práctico).
  - Sub-oficiales: Mandos intermedios entre los oficiales y la tropa. Dirigían a las tropas de indios en ausencia de oficiales. El rango lo ostentaban por lo general mestizos o indios del común con conocimiento militar.
  - Tropas: Grupo de combatientes encargados de ejecutar las órdenes y disposiciones de sus superiores. Integrado mayormente por indios del común que eran reclutados en tiempos de guerra para defender el sistema virreinal ante posibles amenazas.

### Organización social
- Indios Nobles: Descendientes cristianos de los antiguos curacas, reyes y señores naturales prehispánicos. Heredan su estatus a sus hijos. Acaparaban la casi totalidad de cargos públicos.
- Mestizos Nobles: Descendientes cristianos de nobles indios por parte de madre o padre. Heredan el estatus nobiliario y pueden obtener altos cargos públicos en el municipio. Hubo casos excepcionales donde incluso llegaron a ser corregidores.
- Españoles: Europeos que por lo general eran plebeyos y ladinos. Teniendo la ventaja de la mayoría de edad gozaban de un poco más de libertades que los indios, pero tenían menos ventajas judiciales. Esta minoría étnica vivía en los municipios de indios por cuestiones laborales, desempeñándose en oficios o cargos políticos auxiliares.
- Criollos: españoles americanos que por lo general eran plebeyos y ladinos. Teniendo la ventaja de la mayoría de edad gozaban de un poco más de libertades que los indios. Esta minoría étnica vivía en los municipios de indios por cuestiones laborales, desempeñándose en oficios o cargos políticos auxiliares.
- Mestizos Plebeyos: Sector minoritario que fue creciendo con el pasar de los años, por lo general recibían instrucción y se desempeñaban en el oficio que aprendían de sus padres. Al no estar limitados por la minoría de edad podían ocupar cargos públicos o auxiliares.
- Indios Plebeyos: La clase más numerosa y predominante del municipio de indios. Por lo general la vida de esta clase se caracterizaba por muchas limitaciones y por carencias. Soportaban todas las cargas laborales a través de las mitas y recibían una mísera paga en compensación, muchas veces nada. Debían de pagar tributo 1 o 2 veces al año. Se les obligaba a ser partícipes de los negocios de sus gobernantes regionales y a trabajar de manera obligatoria en los obrajes. Algunos de ellos podían acceder a un mejor nivel de vida en la medida que tuviesen instrucción o se desempeñaran en algún oficio.[10]
- Esclavos africanos y libertos: Un sector minoritario dedicado al servicio, se encontraban en lo más bajo del municipio. Por lo general eran propiedad de algún Cacique, noble indígena, o gremio de españoles e indios adinerados quienes los explotaban en sus respectivos negocios. Aunque los indios no podían tener esclavos legalmente en la práctica si los tenían. En el caso de ser libertos podían alcanzar un mejor nivel de vida desempeñándose en algún oficio.

### Organización económica

##### Colectivos
- Gremio de mineros: Era el principal sector económico del virreinato. Conformado mayoritariamente por indios mitayos, mestizos jornaleros, esclavos africanos y controlado por un grupo pequeño de empresarios españoles. Los empresarios españoles obtenían las concesiones y se costeaban los implementos tecnológicos para explotar la mina. Los principales minerales explotados eran el oro, plata, mercurio y hierro.[11]
- Ganaderos y agricultores: Era el segundo sector económico más importante del virreinato. Conformado mayoritariamente por indios, mestizos, esclavos africanos y controlado principalmente por la nobleza indígena, seguida de los hacendados españoles y criollos. Estos producían frutas, vegetales, cereales, tubérculos y menestras. Así mismo criaban ovejas, vacas, auquénidos, caballos, cerdos, gallinas, entre otros animales.
- Gremios de comerciantes: Conformado mayoritariamente por mestizos ladinos e indios, siendo controlado el sector por mestizos ladinos. Se encargaban de comerciar textiles, animales, productos alimenticios y artículos de toda índole.
- Obrajes textiles: Conformado mayoritariamente por indios y mestizos, siendo controlado el sector por españoles. Dedicados a la manufactura de prendas textiles, lana, algodón, entre otros artículos.
- Transportistas: Conformado mayoritariamente por indios y mestizos, siendo controlado el sector por la nobleza indígena poseedora de équidos y auquénidos.
- Gremio de artesanos y otros: Conformado mayoritariamente por indios y españoles, siendo controlado el sector por españoles.[12]

“Esta exclusividad fue buscada sobre todo por aquellos artesanos que estaban en la cúspide de la organización social, dentro de su sector claro está, es decir por los maestros españoles, que procuraron impedir el desempeño del oficio a los artesanos indios, negros, mulatos y de otras castas. Se constituyó así una “aristocracia” artesanal que ocupó los cargos del gremio y controló el oficio. El resto de artesanos percibió la agremiación como un mal necesario que le autorizaba legalmente a ejercer pero que no defendía intereses iguales a los suyos”.
Fernández Villanova, 2016

##### Individuales
- Letrados: Mayormente indios nobles, mestizos nobles, españoles y criollos ladinos que se desempeñaban como funcionarios políticos, clérigos, contadores, escribanos, juristas, traductores, cirujanos, pintores, maestros, entre otras profesiones.
- Iletrados: Mayormente españoles, criollos, mestizos e indios plebeyos que se desempeñaban como barberos, zapateros, carpinteros, herreros, escultores, entre otros oficios.
- Servidumbre: Indios plebeyos, libertos y esclavos africanos que sirven de manera voluntaria o de manera obligatoria a las instituciones, autoridades o amos particulares. Recibiendo una pequeña paga, comida, alojamiento u otra compensación.